# Anàlisi DAFO

Exemple d'esquema d'una anàlisi DAFO

L'Anàlisi DAFO és un mètode de planificació estratègica per a avaluar les Debilitats, Amenaces, Fortaleses i Oportunitats d'un projecte. Consisteix en una anàlisi que diferencia entre els factors interns (fortaleses i debilitats) d'una organització i els factors externs d'aquesta (oportunitats i amenaces). Es tracta d'especificar l'objectiu d'un projecte i la identificació dels factors interns i externs que són favorables i desfavorables per assolir aquest objectiu.
- Fortaleses: característiques del projecte (i el seu equip) que li donen un avantatge per a assolir els objectius (o amb relació a la resta de projectes).
- Debilitats (o limitacions): són característiques que situen el projecte (i el seu equip) en un desavantatge per assolir els objectius (o amb relació a la resta de projectes).
- Oportunitats: oportunitats del medi, externes a l'equip que desenvolupa el projecte, que posen en avantatge l'equip per a assolir el seu l'objectiu, com millorar el rendiment o obtenir majors guanys.
- Amenaces: elements del medi, externs a l'equip que desenvolupa el projecte, que podrien causar problemes per a assolir l'objectiu.

La identificació dels DAFOs és essencial per al procés de planificació per a la consecució d'un objectiu. Qui pren decisions ha de determinar si l'objectiu és assolible, tenint en compte l'anàlisi DAFO. Si l'objectiu no és assolible, un objectiu diferent ha de ser seleccionat i s'ha de repetir el procés.

## Anàlisi externa
L'organització no existeix ni pot existir fora d'un entorn, fora d'aqueix entorn que l'envolta; així que l'anàlisi externa permet fixar les oportunitats i amenaces que el context pot presentar-li a una organització.
El procés per a determinar aqueixes oportunitats o amenaces es pot realitzar de la següent manera:
1. Establint els principals fets o esdeveniments de l'ambient que tenen, o podrien tenir, alguna relació amb l'organització. Aquests poden ser:
  - De caràcter polític:
    - Estabilitat política del país.
    - Sistema de govern.
    - Relacions internacionals.
    - Restriccions a la importació i exportació.
    - Interès de les institucions públiques.

  - De caràcter legal:
    1. Tendències fiscals
      - Impostos sobre certs articles o serveis.
      - Forma de pagament d'impostos.
      - Impostos sobre utilitats.

    2. Legislació
      - Laboral.
      - Manteniment de l'entorn.
      - Descentralització d'empreses en les zones urbanes.

    3. Econòmiques
      - Deute públic.
      - Nivell de salaris.
      - Nivell de preus.
      - Inversió estrangera.

  - De caràcter social:
    - Creixement i distribució demogràfica.
    - Ocupació i atur.
    - Sistema de salubritat i higiene.

  - De caràcter tecnològic:
    - Rapidesa dels avanços tecnològics.
    - Canvis en els sistemes.
2. Determinant quins d'aqueixos factors podrien tenir influència sobre l'organització en termes de facilitar o restringir l'assoliment d'objectius. És a dir, hi ha circumstàncies o fets presents en l'ambient que de vegades representen una bona OPORTUNITAT que l'organització podria aprofitar, ja siga per a desenvolupar-se encara més o per a resoldre un problema. També pot haver situacions que més aviat representen AMENACES per a l'organització i que puguen fer més greus els seus problemes.

### Oportunitats
Les oportunitats són aquells factors, positius, que es generen en l'entorn i que, una vegada identificats, poden ser aprofitats.
Algunes de les preguntes que es poden realitzar i que contribueixen en el desenvolupament són:
- Quines circumstàncies milloren la situació de l'empresa?
- Quines tendències del mercat poden afavorir-nos?
- Existeix una conjuntura en l'economia del país?
- Quins canvis de tecnologia s'estan presentant en el mercat?
- Quins canvis en la normativitat legal i/o política s'estan presentant?
- Quins canvis en els patrons socials i d'estils de vida s'estan presentant?

### Amenaces
Les amenaces són situacions negatives, externes al programa o projecte, que poden atemptar contra aquest, pel que arribat al cas, pot ser necessari dissenyar una estratègia adequada per a poder sortejar-les.
Algunes de les preguntes que es poden realitzar i que contribueixen en el desenvolupament són:
- Quins obstacles s'enfronten a l'empresa?
- Què estan fent els competidors?
- Es tenen problemes de recursos de capital?
- Pot alguna de les amenaces impedir totalment l'activitat de l'empresa?

## Anàlisi interna
Els elements interns que s'han d'analitzar durant l'anàlisi DAFO corresponen a les fortaleses i debilitats que es tenen respecte a la disponibilitat de recursos de capital, personal, actius, qualitat de producte, estructura interna i de mercat, percepció dels consumidors, entre d'altres.
L'anàlisi interna permet fixar les fortaleses i debilitats de l'organització, realitzant un estudi que permet conèixer la quantitat i qualitat dels recursos i processos amb què compta l'ens.
Per a realitzar l'anàlisi interna d'una corporació han d'aplicar-se diferents tècniques que permeten identificar dins de l'organització quina atributs li permeten generar una avantatge competitiu sobre la resta dels seus competidors.

### Fortaleses
Les fortaleses són tots aquells elements interns i positius que diferencien al programa o projecte d'uns altres d'igual classe.
Algunes de les preguntes que es poden realitzar i que contribueixen en el desenvolupament són:
- Quina consistència té l'empresa?
- Quins avantatges hi ha en l'empresa?
- Què fa l'empresa millor que qualsevol altra?
- A quins recursos de baix cost o de manera única es té accés?
- Què percep la gent del mercat com una fortalesa?
- Quins elements faciliten obtenir una venda?

### Debilitats
Les debilitats es refereixen a tots aquells elements, recursos,habilitats i actituds que l'empresa ja té i que constitueixen barreres per a assolir la bona marxa de l'organització. També es poden classificar: aspectes del servei que es brinda, aspectes financers, aspectes de mercat, aspectes organitzacionals, aspectes de control.
Les debilitats són problemes interns, que, una vegada identificats i desenvolupant una adequada estratègia, poden i han d'eliminar-se.
Algunes de les preguntes que es poden realitzar i que contribueixen en el desenvolupament són:
- Què es pot evitar?
- Que s'hauria de millorar?
- Quins desavantatges hi ha en l'empresa?
- Què percep la gent del mercat com una debilitat?
- Quins factors redueixen les vendes o l'èxit del projecte?

## Matriu FODA o DAFO
|                 | Fortaleses                                                             | Debilitats                                                                              |
| --------------- | ---------------------------------------------------------------------- | --------------------------------------------------------------------------------------- |
| Anàlisi interna | Capacitats distintes Avantatges naturals Recursos superiors            | Recursos i capacitats escasses Resistència al canvi Problemes de motivació del personal |
|                 | Oportunitats                                                           | Amenaces                                                                                |
| Anàlisi externa | Noves tecnologies Debilitament de competidors Posicionament estratègic | Alts riscos - Canvis en l'entorn                                                        |

De la combinació de fortaleses amb oportunitats sorgeixen les potencialitats, les quals assenyalen les línies d'acció més prometedores per l'organització.
Les limitacions, determinades per una combinació de debilitats i amenaces, col·loquen un seriós advertiment.
Mentre que els riscos (combinació de fortaleses i amenaces) i els desafiaments (combinació de debilitats i oportunitats), determinats per la seva corresponent combinació de factors, exigiran una curosa consideració a l'hora de marcar el rumb que l'organització haurà d'assumir cap al futur desitjable com seria el desenvolupament d'un nou producte.

## Origen
L'origen de la paraula estratègia es remunta a l'art de la guerra, especialment al llibre que duu aquest títol escrit pel general Sun Tzu, on es planteja: "No només és necessari avaluar les condicions del propi comando sinó també les del comando enemic."

## DAFO o FODA dinàmic
Carnap (1993) presenta el FODA dinàmic, que no compara factors interns i externs, sinó que relaciona experiències del passat amb opcions de desenvolupament del futur. Fortaleses s'interpreten com èxits en el passat - les Debilitats com errors en el passat. Eliminar errors habilita aprenentatge i innovación. La seua aplicació en àrees crítiques tendeix a intervenir conflictes, incrementa la motivació entre tots els participants i orienta a solucions. Conté principis bàsics d'aprenentatge i genera processos d'innovació altament participatius.